# Fluxbuntu
O Fluxbuntu foi uma distribuição de Linux baseada no Ubuntu 7.10 "Gutsy Gibbon" (lançada em Outubro de 2007) com o objetivo de ser mais leve e como tal funcionar em sistemas mais antigos, ou em sistemas modernos a grande velocidade.
Ao contrário das versões oficiais - o Ubuntu usa o ambiente de trabalho GNOME, o Kubuntu usa KDE e o Xubuntu usa Xfce, todos considerados demasiado grandes e pesadas e consequentemente mais lentos, o Fluxbuntu utilizava o Fluxbox.
O sistema encontra-se descontinuado e seu website não é mais acessível.

## Características
- Compatível com as directivas LPAE (Lightweight, Productive, Agile and Efficient / Leve, Produtivo, Agil e Eficiente)

- O menu do Fluxbuntu é automaticamente actualizado ao instalar novas aplicações

- A comunidade é quase inexistente e o desenvolvimento está adormecido temporariamente.